# Conclave (film)
Ne doit pas être confondu avec Conclave.
Pour plus de détails, voir Fiche technique et Distribution.
Conclave est un thriller psychologique américano-britannique réalisé par Edward Berger, sorti en 2024.
Présenté au Festival international du film de Toronto 2024, il s'agit d'une adaptation du roman éponyme de Robert Harris. Il est l’un des dix meilleurs films de 2024 selon le National Board of Review et l’American Film Institute. Parmi plus de 300 nominations et 70 récompenses, il reçoit le Golden Globe du meilleur scénario et quatre BAFTA dont celui du meilleur film. Il décroche également huit nominations à la 97e cérémonie des Oscars dont celle du meilleur film, et gagne celui du meilleur scénario adapté.

## Synopsis
Alors que le pape vient de mourir d'une crise cardiaque, le cardinal Thomas Lawrence, doyen du Collège des cardinaux, est chargé de superviser le conclave qui permettra de désigner le successeur du défunt pontife, malgré ses réticences. 
Le Collège est surpris par l'arrivée de Vincent Benitez, un Mexicain fraîchement arrivé de Kaboul et qui a effectué un travail missionnaire dans des zones de guerre. Ce dernier affirme que le défunt pape l'a secrètement nommé cardinal. Après vérification, le cardinal Lawrence accepte sa participation au conclave. 
Les quatre principaux candidats pour le poste de souverain pontife sont Aldo Bellini, un libéral américain dans la lignée du défunt pape ; Joshua Adeyemi, un Nigerian aux opinions socialement conservatrices ; Joseph Tremblay, un conservateur canadien ; et Goffredo Tedesco, un traditionaliste réactionnaire italien qui veut abolir certaines décisions du concile Vatican II. Bellini, qui déclare qu'il ne veut pas être pape, précise que sa position est d'empêcher Tedesco d'être nommé, ce qui représenterait pour lui un immense retour en arrière de la papauté. Avant le premier vote, Lawrence prononce un sermon encourageant les cardinaux à accepter le doute et l'incertitude, sermon qui est considéré par certains comme un discours de campagne. 
Lawrence apprend plus tard que Benitez était proche du pape, qui a payé personnellement le billet d'avion de Benitez à destination de la Suisse pour un rendez-vous médical qui a ensuite été annulé. De plus, le confident du pape, Wozniak, revèle à Lawrence juste avant le conclave que le pape a exigé la démission de Tremblay quelques heures avant de mourir. Tremblay le nie vigoureusement.
Après le premier vote, aucun candidat n'est proche de la majorité des deux tiers nécessaire ; Adeyemi a un léger avantage, et Bellini et Lawrence se partagent le vote libéral. Sans candidat unifié, les libéraux se regroupent derrière Adeyemi au grand dam de Bellini, qui méprise l'homophobie d'Adeyemi. Certains accusent également Lawrence de convoiter secrètement le trône pontifical, alors qu'en réalité Lawrence vote systématiquement pour Bellini.
Lors d'un repas commun des cardinaux, Sœur Shanumi, une religieuse nigériane qui s'occupe des tâches domestiques, provoque le départ précipité d'Adeyemi du réfectoire. Menant son enquête, Lawrence apprend qu'elle et Adeyemi ont eu une relation illicite trente ans plus tôt, qui a abouti à la naissance d'un enfant qui a été donné à l'adoption. Bien que Lawrence soit tenu de garder le secret, une campagne de rumeurs compromet la candidature d'Adeyemi au cours des votes suivants. Adeyemi soupçonne un piège, car Shanumi n'avait jamais quitté le Nigéria avant de se présenter au conclave. Bellini transfère alors son soutien à Tremblay afin de bloquer Tedesco.
Soumise au secret, la religieuse Sœur Agnès permet néanmoins à Lawrence de découvrir que c'est Tremblay qui a organisé le transfert de Shanumi au Vatican. Tremblay confirme, mais prétend que le pape l'a demandé et qu'il n'était pas au courant du lien de Shanumi avec Adeyemi. Hanté par le doute, Lawrence décide de briser les scellés qui protègent les appartements du défunt pape et découvre des documents montrant que Tremblay a soudoyé des cardinaux pour acheter leurs votes, soit un acte de simonie, ce qui confirme les rumeurs. Bellini exhorte alors Lawrence à brûler les documents pour empêcher un scandale sur la corruption de l'Église, ce qui fait comprendre à Lawrence que Bellini a peut-être également accepté un pot-de-vin pour une nomination bureaucratique. Lawrence fait photocopier les documents avec l'aide de Sœur Agnès et les fait distribuer aux membres du conclave juste avant leur repas commun. Tremblay tente de se justifier, mais se fait traiter de Judas par Adeyemi. Face au scandale, Tremblay est forcé au retrait. Lawrence et Tedesco deviennent les seuls candidats majeurs restants, bien que Benitez ait progressivement gagné des soutiens, à la surprise de Lawrence.
Au cours du sixième vote, alors que Lawrence vote à contrecœur pour lui-même, un attentat terroriste dans Rome tue de nombreuses personnes dans la foule à l'extérieur et endommage la chapelle Sixtine. Tedesco s'emporte alors et fustige la faiblesse de l'Église depuis Vatican II, affirmant qu'il faut cesser d'être naïf et conciliant avec les musulmans, qu'il considère comme des animaux assoiffés de sang. Benitez prend alors la parole et affirme que la violence ne peut être une solution à la violence, affirmant qu'il a vu le véritable coût de la guerre au long de ses missions. Il compare également la guerre aux luttes intestines des cardinaux, affirmant que l'Église devrait fonctionner sur l'amour, pas sur la politique, et se concentrer sur l'avenir, pas sur un retour au passé. Émus, les cardinaux finissent par élire Benitez au septième tour, ce dernier prenant le nom papal d'Innocent XIV.
Peu après, Lawrence découvre que la visite médicale annulée de Benitez était destinée à effectuer une hystérectomie. Benitez lui explique alors qu'il est intersexe et a découvert lors d'une récente appendicectomie qu'il avait un utérus et des ovaires. Le défunt pape, qui était au courant, a caché le secret, laissant entendre qu'il avait facilité l'accession au pouvoir de Benitez. Ce dernier explique ensuite qu'il a renoncé à l'opération et choisi de garder ses organes féminins, déclarant : « Je suis comme Dieu m'a fait ». 
Acceptant de garder le secret de Benitez et de faire confiance à Dieu, Lawrence écoute la foule acclamer l'élection de Benitez.

## Fiche technique
Sauf indication contraire, les informations mentionnées dans cette section peuvent être confirmées par la base de données cinématographiques IMDb,  présente dans la section « Liens externes ».
- Titre original et francophone : Conclave
- Réalisation : Edward Berger
- Scénario :  Peter Straughan (en), d'après le roman Conclave de Robert Harris
- Musique : Volker Bertelmann
- Décors : Suzie Davies
- Costumes : Lisy Christl
- Photographie : Stéphane Fontaine
- Montage : Nick Emerson
- Production : Alice Dawson, Robert Harris, Juliette Howell, Michael Jackman et Tessa Ross
- Sociétés de production : Access Entertainment, FilmNation Entertainment, House Productions, Indian Paintbrush et Wildside
- Sociétés de distribution : Black Bear Pictures (Royaume-Uni), Focus Features (États-Unis), SND (France)
- Budget : 20 millions de dollars[2]
- Pays de production :  États-Unis,  Royaume-Uni
- Langues originales : anglais, italien, espagnol, latin
- Format : couleur
- Genre : drame psychologique
- Durée : 120 minutes
- Dates de sortie[3] : 
  -  Canada : 8 septembre 2024 (Festival de Toronto)
  -  États-Unis : 25 octobre 2024 (sortie nationale)
  -  Royaume-Uni : 29 novembre 2024 (sortie nationale)
  -  France : 4 décembre 2024 (sortie nationale)

## Distribution
- Ralph Fiennes (VF : Féodor Atkine ; VQ : Alain Zouvi) : Cardinal Thomas Lawrence, un libéral britannique et doyen du Collège des cardinaux
- Stanley Tucci (VF : Arnaud Bedouët ; VQ : Jacques Lavallée) : Cardinal Aldo Bellini, un libéral américain
- John Lithgow (VF : Jean-François Vlérick ; VQ : Guy Nadon) : Cardinal Joseph Tremblay, un modéré canadien
- Isabella Rossellini (VQ : Claudine Chatel) : Sœur Agnes, gouvernante en chef des cardinaux
- Lucian Msamati (en) (VF : Thierry Desroses ; VQ : Fayolle Jean) : Cardinal Joshua Adeyemi, un Nigérian aux opinions sociales conservatrices
- Brían F. O'Byrne (VF : Philippe Siboulet ; VQ : François Godin) : Monseigneur Raymond O'Malley, secrétaire du Collège des cardinaux et assistant de Lawrence
- Carlos Diehz (en) (VF : Olivier Peissel ; VQ : Marco Ledezma) : Cardinal Vincent Benitez, un Mexicain archevêque de Kaboul
- Sergio Castellitto (VF : Mathieu Buscatto ; VQ : Silvio Orvieto) : Cardinal Goffredo Tedesco, un traditionaliste italien
- Merab Ninidze (VQ : Yves Soutière) : Cardinal Sabbadin, un libéral archevêque de Milan
- Jacek Koman : Archevêque Janusz Woźniak
- Thomas Loibl (de) (VQ : Sylvain Hétu) : Archevêque Mandorff
- Loris Loddi (it) : Cardinal Villanueva
- Rony Kramer : Cardinal Mendoza
- Roberto Citran : Cardinal Lombardi
- Balkissa Maiga : Sœur Shanumi

 Source et légende : version française (VF) sur RS Doublage ; version québécoise (VQ) sur Doublage.qc.ca

## Production

### Attribution des rôles
En mai 2022, Ralph Fiennes, John Lithgow, Stanley Tucci ou encore Isabella Rossellini sont annoncés dans les rôles principaux alors qu'Edward Berger est confirmé comme réalisateur. Le reste de la distribution a été révélé en janvier 2023 alors que le tournage débute à Rome.

### Tournage
Tournées à Rome, les prises de vue ont également lieu dans les studios de Cinecittà, où sont reconstitués les décors de la chapelle Sixtine (lieu du conclave) et de la résidence Sainte-Marthe (logement des cardinaux durant le conclave). Certaines scènes ont également été tournées au sein du Palais de Caserte. Le tournage s'est achevé en mars 2023.

### Costumes
Pour les costumes, l'équipe a mené des recherches auprès de Gammarelli, Tirelli Costumi et de musées romains. La costumière Lisy Christl a choisi une teinte rouge inspirée des vêtements cardinalices du XVIIe siècle, qu’elle a jugée plus esthétique que l’écarlate moderne.

### Bande son
Volker Bertelmann a composé la musique de Conclave, sa cinquième collaboration avec Edward Berger. Il a opté pour une approche sonore originale, évitant les tonalités trop ecclésiastiques ou classiques, en utilisant notamment le Cristal Baschet. Plutôt que d'attribuer des thèmes aux personnages, il a composé des motifs liés aux situations, intégrant des techniques comme l’archet à ricochet et des polyrythmies pour refléter les tensions entre les cardinaux. Cette méthode prolonge son travail sur À l'Ouest, rien de nouveau (2022), où il avait utilisé un harmonium.

## Accueil

### Sortie
En novembre 2023, Focus Features acquiert les droits de distribution pour les États-Unis. En juillet 2024, il est annoncé que le film sera présenté en avant-première au festival international du film de Toronto 2024 en Special Presentation,. Le film connait ensuite une sortie limitée dans les salles américaines dès le 1er novembre 2024, avant une sortie nationale une semaine plus tard. Il sort au Royaume-Uni le 29 novembre.
Le film sort en vidéo aux États-Unis en avril 2025, le nombre de visionnage augmente fortement suite au décès du pape François.

### Accueil critique
Aux États-Unis, le site Rotten Tomatoes propose un score de 93 % à partir de 327 critiques, tandis que le site Metacritic présente une note de 79/100 sur la base de 54 critiques.
En France, le site Allociné propose une note moyenne de 3,5⁄5, d'après l'interprétation de 35 critiques de presse et de 3,9⁄5 pour les avis des spectateurs. 
Des critiques indiquent que la procédure représentée dans les conclaves est plutôt fidèle à celle du long-métrage, de même que les jeux de pouvoirs, mais sont plus réservés sur la participation d'un cardinal in pectore ou sur l'épilogue,.

### Box-office
| Pays ou région | Box-office        | Date d'arrêt du box-office | Nombre de semaines |
| -------------- | ----------------- | -------------------------- | ------------------ |
| États-Unis     | 32 580 655 $      | 6 mars 2025                | 19                 |
| France         | 1 244 210 entrées | 9 juillet 2025             | 31                 |
| Total mondial  | 126 261 974 USD   |                            | 38,                |

### Distinctions

#### Récompenses
- BAFTA 2025 :
  - Meilleur film
  - Meilleur film britannique
  - Meilleur scénario adapté
  - Meilleur montage
- Golden Globes 2025 : Meilleur scénario
- Oscars 2025 : Meilleur scénario adapté

#### Nominations
- BAFTA 2025 :
  - Meilleur réalisateur pour Edward Berger
  - Meilleur acteur pour Ralph Fiennes
  - Meilleure actrice dans un second rôle pour Isabella Rossellini
  - Meilleur casting pour Nina Gold et Martin Ware
  - Meilleure musique originale pour Volker Bertelmann
  - Meilleure photographie pour Stéphane Fontaine
  - Meilleurs costumes pour Lisy Christl
  - Meilleure direction artistique pour Suzie Davies et Cynthia Sleiter
- Golden Globes 2025 :
  - Meilleur film dramatique
  - Meilleure réalisation
  - Meilleur acteur dans un film dramatique pour Ralph Fiennes
  - Meilleure actrice dans un second rôle pour Isabella Rossellini
  - Meilleure musique de film
- Oscars 2025 :
  - Meilleur film
  - Meilleur acteur pour Ralph Fiennes
  - Meilleure actrice dans un second rôle pour Isabella Rossellini
  - Meilleure musique de film
  - Meilleurs décors
  - Meilleurs costumes
  - Meilleur montage